# 薛藩
薛藩，號仰屏，廣東順德縣人，明朝政治人物。进士出身。

## 生平
嘉靖戊午（1558年）十月二十九日（官年）生。萬曆四年（1576年）丙子科廣東鄉試舉人，十七年（1589年）己丑科三甲二百四十一名進士。户部觀政，十八年十月授行人，二十年升司副，二十二年升司正，二十三年升户部郎中，二十五年丁憂，二十八年復除原职，萬曆二十九年（1601年）任廣西南寧府知府。万历三十五年（1607年）補任福建延平府知府。三十六年升雲南副使，三十八年考察去職。

## 家族
曾祖薛兆英。祖父薛文光。父薛元。